# Programa do João
Programa do João é um programa de auditório brasileiro, inicialmente produzido e exibido pela Band, tendo estreado em 21 de outubro de 2023 e encerrado no canal em 6 de julho de 2025, sendo exibido inicialmente aos sábados, em horário nobre. Logo depois, foi transferido para o SBT após a ida do apresentador titular para o canal, indo para as madrugadas de sábado, estreando no dia 9 de agosto de 2025. Conta com a apresentação de João Guilherme Silva.

## História

#### Antecedentes
No primeiro minuto de 2022, a Band exibiu o especial Viradão do Faustão, que marcava o retorno de Faustão à Rede Bandeirantes após uma passagem de 32 anos na TV Globo. Junto com Fausto Silva, a emissora anunciou a contratação de João Guilherme Silva, filho de Faustão, e Anne Lottermann, que foram os co-apresentadores do Faustão na Band, que estrearia no dia 17 de janeiro do mesmo ano.
Em 17 de maio de 2023, Faustão anuncia a rescisão do seu contrato, que iria até 2026, mas sem o pagamento de multa por quebra de contrato, marcando assim a extinção do seu programa diário, que aconteceu em 18 de agosto. Com a saída de Fausto Silva, a atração ainda foi exibida até a data marcada para o seu fim, mas alternando entre reprises e alguns programas já gravados, que passaram a ser apresentados em definitivo por João Guilherme e Anne Lottermann. Faustão ainda fez uma gravação do seu especial de despedida.
 

Em 11 de setembro de 2023, João Guilherme Silva assinou um novo contrato com a Rede Bandeirantes para o lançamento de um programa próprio voltado ao público jovem, que recebeu o nome de Programa do João. O espaço escolhido foi aos sábados na faixa das 20h30 ás 22h, mesmo horário em que seu pai apresentava o programa diário, substituindo a faixa de documentários intitulada Documento Band e as séries estrangeiras, que foram transferidas para o horário das 22h, causando a extinção do Warner Play, assim como a data de estreia foi definida para o dia 21 de outubro.

Logotipo do programa em sua fase na Band

#### Estreia
As primeiras chamadas do programa foram ao ar no dia 11 de outubro. A atração estreou em 21 de outubro e teve como convidados o cantor Tierry e Ronaldo Nazário, junto com a esposa, Celina Locks, e Ronald, filho do ex-jogador.

#### Mudança de dia e horário
Em junho de 2024, foi cogitado que o programa deixaria as noites de sábado e passaria a ser exibido nas noites de domingo, substituindo a sessão de filmes Top Cine, com a informação sendo confirmada pelo próprio apresentador e posteriormente pela Band, anunciando também um novo formato para a atração, inicialmente no dia 18 de agosto. Posteriormente, a data da mudança foi alterada para 15 de setembro.

#### Saída de João Silva da Band e ida para o SBT
Em 10 de junho de 2025, é anunciado pela imprensa que João Silva teria assinado um contrato com o SBT para comandar um programa voltado ao público jovem nas madrugadas de sábado para domingo, sucedendo o Sabadou com Virgínia. Tal informação seria confirmada pela emissora e também pela Band. Além disso, Silva estaria em negociações com o canal de Osasco desde abril, apresentando alguns projetos por lá. A última edição do programa foi ao ar sem aviso prévio no dia 6 de julho e o espaço foi ocupado por reprises de programas do canal por assinatura Arte 1 e do extinto Canal Empreender.
Em sua ida para o SBT, João decidiu usar o mesmo título de sua antiga casa por já ter registrado a marca. A estreia foi marcada para o dia 9 de agosto de 2025 e a atração foi confirmada para as madrugadas de sábado para domingo. As primeiras imagens e chamadas foram ao ar no dia 31 de julho durante uma coletiva de imprensa. Entre os convidados confirmados para o programa de estreia, estava o jogador Neymar.

## Formato

### Era Band (2023–25)
João Guilherme Silva, junto com o seu mascote Cachorrão, passeavam pelo Brasil, mostrando toda a cultura de diversas regiões do país, de uma maneira bastante descontraída, com convidados e uma plateia animada. O programa estava previsto para ser exibido ao vivo a partir de 3 de fevereiro de 2024. Até sua última edição na Band, o programa investia em entrevistas com personalidades e reportagens externas, comandadas por João, Léo Picon e Jon Vlogs.

### Era SBT (2025–presente)
Nessa fase, o programa passa unir gerações do passado e futuro através de entrevistas, histórias e muita diversão através de quadros descontraídos.

## Quadros

### Atuais
- Na Fonte do Sucesso[23]
- Voltando a Fita[23]
- Duelo de Gerações[23]
- Bastidores e Curiosidades do SBT[23]
- Antes do Valendo[23]
- CLTreta[23]

### Antigos
- Caminhão do Faustão[20]
- Desencalhando[24]
- Bar do João[25]
- João Visita[22]

## Repercussão

#### Mídia especializada
O programa recebeu elogios do público nas redes sociais, além de várias comparações com Faustão pela forma de apresentação de João. O colunista Sandro Nascimento, do portal NaTelinha, destacou que o programa surpreendeu todas as expectativas, mas que poderia melhorar ao longo dos próximos episódios e pontuou que Guilherme é um dos nomes da renovação de talentos num futuro da televisão brasileira.
Os colunistas Marcelle Carvalho e Lucas Pasin, da coluna Splash, do portal UOL, destacaram que a atração solo de João Guilherme ainda está muita presa ao legado de Fausto Silva e também compararam com programas antigos, pelo fato do cenário usado ser montado no Teatro Itália e a atração não apresentar muitas novidades.
A colunista Nadine Nascimento, do portal F5, da Folha de S.Paulo, destacou que o programa teve uma estreia morna, além de pontuar que a atração era uma espécie de extensão dos projetos de Faustão e que faltavam alguns recursos a serem utilizados pelo Teatro Itália.
Já na estreia pelo SBT, o programa chegou a receber elogios pelo seu conteúdo, mas também foi classificado como amador pela falta de assuntos e conteúdos relevantes na madrugada. Além disso, o fato de Lucas Guimarães e Gkay terem confundido Gustavo Kuerten (Guga) com Giba, também desconhecendo a atriz Marília Pêra, e o de Sonia Abrão e Bola não saberem quem é o youtuber Alanzoka durante a Batalha de Gerações, incomodou uma parte da crítica especializada e os telespectadores. A ausência de uma plateia e de banda musical deixou o clima do programa com ares de TV Comunitária, segundo comentários.

#### Audiência
Em sua estreia na Band, a atração registrou 2,1 pontos de média e pico de 4 na Região Metropolitana de São Paulo, considerando os dados consolidados do Kantar IBOPE Media, fechando em quarto lugar contra 2,9 do SBT, 4,7 da RecordTV e 22,4 da TV Globo. Em 27 de janeiro de 2024, bateu recorde ao registrar 2,2 pontos e pico de 3,8.
Já pelo SBT, estreou com 2,5 pontos, 0,4 décimos a mais que na sua primeira edição na Band, mas ficando em terceiro lugar contra a Super Tela, apesar de ter empatado com a sessão de filmes da Record na média consolidada completa desse. A Globo liderou por toda a sua exibição com 8,2 pontos exibindo o Altas Horas e o Festival de Inverno. No sábado seguinte (16), o programa registrou 3 pontos e chegou a assumir a vice-liderança por alguns minutos.